# 桑野 (小惑星)
桑野（くわの、6867 Kuwano）は小惑星帯に位置する小惑星。北海道の北見観測所で、円舘金と渡辺和郎が発見した。
日田市の淡窓図書館長を勤め、新星の発見で知られるアマチュア天文家の桑野善之（1931年 - 1998年）にちなんで命名された。